# Club Atlético Huracán Corrientes
|  | No s'ha de confondre amb Huracan (desambiguació). |

El Club Atlético Huracán Corrientes, també anomenat Huracán de Corrientes, és un club de futbol argentí de la ciutat de Corrientes.
Destacà la temporada 1996-97 en la qual jugà a primera divisió (Apertura 1996).

## Palmarès
- Primera B Nacional: 1
  - 1995-96